# Heinz Barmettler
Heinz Barmettler (Zürich, 21 juli 1987) is een voormalig betaald voetballer uit Zwitserland, die dankzij zijn moeder tevens de Dominicaanse nationaliteit bezit. Hij speelde als verdediger en kwam onder meer uit voor FC Zürich, Inter Bakoe, Real Valladolid en SC Freiburg II.

## Interlandcarrière
Onder leiding van de Duitse bondscoach Ottmar Hitzfeld maakte Barmettler zijn debuut voor het Zwitsers voetbalelftal op 14 november 2009 in de oefenwedstrijd tegen Noorwegen (0-1) in Lancy, net als Albert Bunjaku (1. FC Nürnberg). Drie jaar later maakte hij zijn opwachting bij de nationale ploeg van de Dominicaanse Republiek.

## Erelijst
FC Zürich
- Kampioen Super League

2006/07, 2008/09